# Future Hearts
Future Hearts ist das sechste Studioalbum der US-amerikanischen Pop-Punk-Band All Time Low aus Towson bei Baltimore, Maryland.
Das Album erschien am 3. April 2015 in Nordamerika und am 10. April 2015 im deutschsprachigen Raum über Hopeless Records. Das Album wurde von John Feldmann, Mike Green, sowie von den All-Time-Low-Mitgliedern Alex Gaskarth und Rian Dawson produziert. Als Gastmusiker konnte die Gruppe Joel Madden von Good Charlotte und Mark Hoppus von Blink-182 gewinnen.
Die Standard-Edition des Albums umfasst dreizehn Lieder auf einer Gesamtspielzeit von 46 Minuten und 56 Sekunden. Die Deluxe-Edition beinhaltet drei Bonustitel, die Best-Buy-Edition, die HMV-Edition und Suburban-Records-Edition jeweils zwei Bonusstücke. Das Album erhielt gemischte bis positive Rezensionen. Das Album schaffte den Einstieg in mehreren offiziellen Albumcharts, darunter erstmals auch in Deutschland, Spanien, Italien und Norwegen. In den Staaten verkaufte sich das Album in der ersten Woche insgesamt 80.000 mal, wodurch es auf Platz 2 in den offiziellen Albumcharts der USA einstieg. Im Vereinigten Königreich reichten knapp 20.000 verkaufte Einheiten aus um erstmals die Spitzenposition der nationalen Albumcharts zu erklimmern. Somit ist Future Hearts das allererste Nummer-eins-Album der Band überhaupt.

## Produktionsgeschichte
Im Juni 2014 gab die Band bekannt, mit den Arbeiten an einem neuen Album zu beginnen. Am 29. September 2014 begannen die Musiker mit Produzent John Feldmann, welcher bereits mit Black Veil Brides und Panic! at the Disco zusammenarbeitete, das Album aufzunehmen.
Als weiteren Produzenten engagierte man Mike Green, welcher fünf Lieder aus dem Album produzierte. Einzelne Stücke wurden außerdem von Alex Gaskarth und Rian Dawson, Musiker bei All Time Low, selbst eingespielt.

## Veröffentlichung
Am 12. Januar 2015 wurde mit Something’s Gotta Give die Hauptsingle samt Musikvideo veröffentlicht. Premiere feierte die Single in der BBC Radio 1 Breakfast Show. Zeitgleich wurden die Vorbestellungsphase für das Album eingeläutet.
Am 9. März 2015 folgte die Herausgabe der zweiten Singleauskopplung, welche Kids in the Dark heißt. Zu diesem Stück wurde einen Tag später Musikvideo veröffentlicht. Am 23. März 2015 wurde auf MTV das Stück Runaways veröffentlicht, welche allerdings keine offizielle Singleauskopplung darstellt. Auf dem Fernsehsender Fuse TV wurde das Lied Tidal Waves vorgestellt, einen Tag bevor das Stück bei ITunes erhältlich war.
Das Album Future Hearts erschien am 3. April 2015 in Nordamerika und Australien, während es in Europa vier Tage später auf dem Markt gebracht wurde.

## Werbung
Zwischen dem 9. und 14. Februar 2015 spielte die Band mit You Me at Six eine Co-Headliner-Arena-Tournee im Vereinigten Königreich. Im März folgte eine kurze Europatournee mit Konzerten in Köln und Hamburg, welche mit einem Auftritt in der Wembley Arena in London endete. Dieses Konzert wurde für eine spätere DVD-Veröffentlichung aufgezeichnet. Im Juni spielt die Gruppe zwei Konzerte in Spanien und eines in Norwegen. Zuvor absolviert die Gruppe zwischen dem 15. April und dem 24. Mai eine Headliner-Tournee durch die Vereinigten Staaten, welche von Issues, Tonight Alive und State Champs begleitet wird.
Im Sommer spielt die Gruppe mehrere große Musikfestivals, darunter das Nova Rock, dem Pukkelpop, auf dem Greenfield Festival, auf dem Southside Festival, dem Hurricane Festival und den Reading and Leeds Festivals. Zwischen den Festivalauftritten spielt die Gruppe erstmals seit 2013 wieder auf den Philippinen.

## Erfolg und Rezeption

### Chartplatzierungen
In den Vereinigten Staaten konnte Future Hearts insgesamt 80.000 Mal innerhalb der ersten Verkaufswoche abgesetzt werden. Somit konnte die Band die höchsten Verkaufszahlen in ihrer Bandgeschichte nach der ersten Verkaufswoche verzeichnen. Im Vereinigten Königreich verkaufte sich das Album 19.400 mal in der ersten Woche.
In den USA stieg das Album auf Platz 2 in den offiziellen Albumcharts ein, obwohl Future Hearts in den traditionellen Verkäufen deutlich mehr Tonträger abgesetzt hatte als der bisherige Spitzenreiter – der offizielle Soundtrack zu Fast & Furious 7. Allerdings sorgten 464.000 digital verkaufte Singles für das Lied See You Again von Wiz Khalifa nach der neuen Chartberechnung dafür, dass der Filmsoundtrack nicht von der Spitzenposition verdrängt werden konnte. Im Vereinigten Königreich reichten die knapp 20.000 verkauften Einheiten um erstmals auf Platz eins der britischen Charts zu landen aus. In den australischen Albumcharts wurde eine Top-3-Platzierung knapp verpasst, in Neuseeland stieg das Album auf Platz sieben ein. Erstmals schaffte All Time Low eine Chartnotierung in Deutschland (Platz 60), Norwegen (Platz 21), Italien (Platz 94) und Spanien (Platz 54).
| ChartsChartplatzierungen       | Höchstplatzierung | Wochen |
| ------------------------------ | ----------------- | ------ |
| Deutschland (GfK)              | 60 (1 Wo.)        | 1      |
| Österreich (Ö3)                | 61 (2 Wo.)        | 2      |
| Vereinigte Staaten (Billboard) | 2 (9 Wo.)         | 9      |
| Vereinigtes Königreich (OCC)   | 1 (8 Wo.)         | 8      |

### Auszeichnungen für Musikverkäufe
| Land/Region                  | Auszeichnungen für Musikverkäufe (Land/Region, Auszeichnung, Verkäufe) | Verkäufe |
| ---------------------------- | ---------------------------------------------------------------------- | -------- |
| Vereinigtes Königreich (BPI) | Gold                                                                   | 100.000  |
| Insgesamt                    | 1× Gold ·                                                              | 100.000  |

### Mediale Rezeption
Future Hearts erhielt gemischte Kritiken, aber insgesamt fiel das Resümee in den englischsprachigen Medien insgesamt positiv aus. Die australische Version des Rolling Stone zum Beispiel bewertete das Album mit drei von insgesamt fünf möglichen Bewertungspunkten. Der Rezensent lobt die Texte der Gruppe aus diesem Album und ist der Meinung das Future Hearts immer eingängig sei. Allerdings ist das Album insgesamt zu dünn um daran Gefallen zu finden. Evan Lucy vom Alternative Press bewertete das Album besser. Er gab vier Bewertungspunkte und ist der Meinung, dass Future Hearts hätte ein wesentlich besseres Major-Album sein können, anstelle des veröffentlichten Dirty Work. In der am 28. März 2015 veröffentlichten Ausgabe des Kerrang hieß es, dass Future Hearts ein Album für all Diejenigen sei, die eine sorglose und kindliche Variante des Pop-Punk bevorzugen. Basierend auf mehreren Kritiken erhielt Future Hearts eine durchschnittliche Bewertung von 74 Kritikpunkten auf Metacritic.
In den deutschsprachigen Medien kam das Album indes weniger gut weg: Eric Meyer von Plattentests.de schrieb, dass die Gruppe ihre juvenile Herzschmerz-Seite nach wie vor viel zu konsequent verfolge und damit schamlos die Klischees bedienen. Allerdings schreibt der Rezensent, dass das Album auch schmissigere Lieder im Repertoire habe. Er nennt als Beispiel Kicking & Screaming. Meyer sagt außerdem, dass Something’s Gotta Give und Old Scars/Future Hearts noch zu den besseren Stücken des Albums gehören. Ähnlich sieht es auch Jan Hassenpflug von Laut.de. Auch er gab dem Album eher eine ernüchternde Bewertung. Er beschreibt, dass das Album über weite Strecken viel zu abgedroschen und zu brav klinge, die beiden Gastmusiker eher seine Aufmerksamkeit erregen als der eigentliche Leadsänger selbst. Die Lieder Don’t You Go und Cinderblock Garden macht er als die besten Stücke von Future Hearts aus. Als Fazit stellt Hassenpflug fest, dass außer das Potenzial der Gruppe nichts erwähnenswertes hängen bleibe, er die „Scheissdrauf“-Mentalität vergangener Skatepunk-Helden, der Wiedererkennungswert und der Mut zur Eskalation bei All Time Low vermisse.